# Síla Madonny
Síla Madonny (v anglickém originále The Power of Madonna) je patnáctá epizoda amerického televizního seriálu Glee. Epizoda měla premiéru na kanálu Fox 20. dubna 2010. Když trenérka roztleskávaček Sue Sylvester (Jane Lynch) vyžaduje, aby se hudba Madonny hrála po celé školní budově, vedoucí sboru Will Schuester (Matthew Morrison) zadává sboru jako úkol si připravit Madonninu píseň a doufá, že povzbudí členky klubu. Epizodu "The Power of Madonna" napsal a režíroval autor Glee, Ryan Murphy a složil ji jako hudební poctu Madonně. V epizodě zazní osm cover verzí jejích písní. K epizodě vyšlo také samostatné album s názvem Glee: The Music, The Power of Madonna, které obsahuje studiové nahrávky písní, které zazněly v epizodě a vyšlo v Americe 20. dubna 2010.
Epizodu v den vysílání sledovalo 12,98 milionů amerických diváků a byla obecně dobře hodnocena kritiky. Madonna sama schválila epizodu a nazvala ji "brilantní na všech úrovních".
Epizoda vyhrála v kategorii "Vynikající míchání zvuku v komediálním nebo dramatickém seriálu (jednohodinovém)" na cenách Emmy, zatímco Jane Lynch vyhrála cenu Emmy za "Vynikající herečku ve vedlejší roli v komediálním seriálu" za její výkon v této epizodě.

## Děj
Trenérka Sue Sylvester a její roztleskávačky připravují velkou poctu Madonně. Sue pokračuje ve vydírání ředitele Figginse (Iqbal Theba) z "Hell-O", aby mohla celý den po chodbách školy pouštět Madonnu. Vedoucí sboru, Will Schuester zaslechne dívky se sboru, jak si povídají o potížích, které mají ve vztazích a v životě. Rachel (Lea Michele) žádá ostatní dívky o radu, co má dělat, když ji její přítel tlačil k sexu, zatímco Tina (Jenna Ushkowitz) jim řekne, že Artie (Kevin McHale) ji požádal, aby začala nosit více odhalující oblečení, když chce být s ním. Když Will uvidí vystoupení roztleskávaček na "Ray of Light", inspiruje se a ve sboru navrhne úkol v podobě písně od Madonny, aby si dívky vyrovnali své postavení. Mužští členové sboru (kromě Kurta) z toho nejsou moc nadšení, dokonce ani po vystoupení dívek na píseň "Express Yourself". Jako kapitáni klubu předvedou Rachel a Finn (Cory Monteith) mash-up písní "Borderline" a "Open Your Heart".
Když se Will vysměje Suinu smyslu pro módu, nabídnou ji členové sboru Kurt (Chris Colfer) a Mercedes (Amber Riley) pomoc a společně natočí video na Madonnino "Vogue". Výchovná poradkyně Emma Pillsbury (Jayma Mays) je inspirována Madonniným příkladem a sdělí Willovi, že s ním ten večer hodlá ztratit panenství. Santana (Naya Rivera) nabízí Finnovi, že ho zbaví panictví a Rachel a její přítel Jesse St. James (Jonathan Groff) se také rozhodnou mít sex; tak z toho vzniká sekvence snu všech třech párů na píseň "Like a Virgin". Nakonec to však Rachel a Emma vzdají, ale Finn má sex se Santanou. Později to skrývá před Rachel a dojde k závěru, že sex v ten večer byl nesmyslný; v kontrastu Rachel, která Finnovi také zalže a řekne, že sex už měla a že to nebyl žádný velký problém.
Jesse přechází do střední školy Williama McKinleyho a opouští svůj konkurenční sbor Vocal Adrenaline a připojení se k New Directions, takže s Rachel mohou už otevřeně chodit. Ve sboru se po jeho přijetí rozšíří pochybnosti, že to bude mít za následek menší sóla a že Jesse může být špion svého bývalého klubu. Kurt a Mercedes se přidávají k roztleskávačkám a spolu s nimi vystupují na školním shromáždění při písni "4 Minutes". Řeknou Willovi, že byli oba nešťastní, protože nedostávali žádná sóla a že budou v obou- ve sboru i u roztleskávaček. Chlapci zpívají "What It Feels Like for a Girl" a rozhodnou se, že budou k dívkám chovat lépe. Artie se omluví Tině za své misogynní chování a políbí se. Epizoda končí, když Finn přivítá Jesseho do New Directions a slíbí, že nechá Rachel a nebude zasahovat do jejich vztahu, přestože mezi nimi ještě city jsou. Celý sbor zpívá spolu s velkým gospelovým sborem píseň "Like a Prayer", kde mají sólo také Kurt a Mercedes.

## Seznam písní
- "Ray of Light"
- "Express Yourself"
- "Borderline" / "Open Your Heart"
- "Frozen"
- "Vogue"
- "Like a Virgin"
- "Justify My Love"
- "4 Minutes"
- "What It Feels Like for a Girl"
- "Like a Prayer"

## Hrají
- Dianna Agron - Quinn Fabray
- Chris Colfer - Kurt Hummel
- Jane Lynch - Sue Sylvester
- Jayma Mays - Emma Pillsburry
- Kevin McHale - Artie Abrams
- Lea Michele - Rachel Berry
- Cory Monteith - Finn Hudson
- Matthew Morrison - William Schuester
- Amber Riley - Mercedes Jones
- Mark Salling - Noah "Puck" Puckerman
- Jenna Ushkowitz - Tina Cohen-Chang

## Natáčení

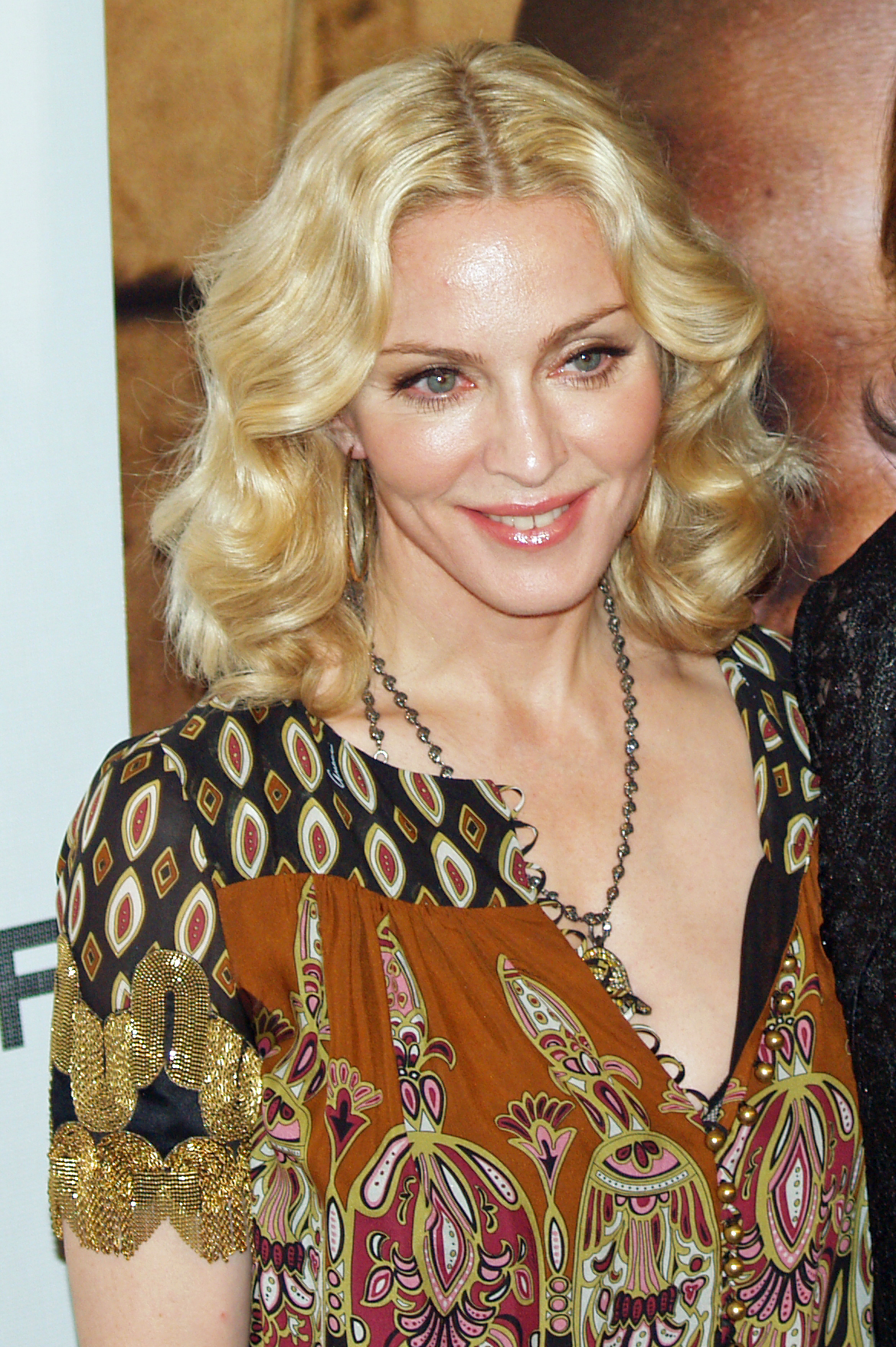
Madonna udělila Glee práva k využití jejích písní.

V roce 2009 udělila Madonna Glee práva k využití všech jejích písní a producenti plánovali epizodu, kde by se objevily jen její písničky. Autor Glee, Ryan Murphy s Madonnou pracoval již v minulosti a přál si vyrobit epizodu, která by byla její hudební poctou a vzdala jí hold. Madonna s tím souhlasila a spolupracovala „všemi různými způsoby“. Epizoda se natáčela v lednu 2010. Jane Lynch zpívala Madonninu píseň Vogue, což bylo její první pěvecké vystoupení v seriálu. Zkoušky začaly v prosinci 2009. Videoklip byl natočen černobíle a všichni účinkující, kteří ve videoklipu hráli se museli pořád dívat na originální video. Lynch také v této epizodě nosí špičatou podprsenku, která představuje Madonninu image.
Předtím, než byl zveřejněn seznam skladem epizody, Morrison doufal, že jeho postava bude zpívat „Like A Virgin“ s vírou, že se to bude hodit k jeho vztahu se školní poradkyní Emmou Pilsbury. William Keck později potvrdil, že Emma se bude na této písni podílet a Mays souhlasila s písní se slovy, že píseň je „velmi vhodná a montážní“ pro její postavu.
Glee: The Music, The Power of Madonna je EP, které obsahuje studio nahrávky písní, které se objevily v epizodě. Vyšlo 20. dubna 2010. Tracklist obsahuje písně "Express Yourself", mashup z písní "Borderline" a "Open Your Heart", "Vogue", "Like A Virgin", "4 Minutes", "What it Feels Like for a Girl", a "Like a Prayer". iTunes edice obsahuje také skladbu "Burning Up", která v epizodě nezazněla. Přestože je nenazpívali členové obsazení, tak se v epizodě také objevili Madonniny písně "Ray of Light", "Burning Up", "Justify My Love" a "Frozen" a byly využity jako hudební pozadí do epizody. Všechny písně na EP kromě bonusu byly také vydány jako singly a zveřejněny k digitálnímu stahování. V první týden vydání se album umístilo na prvním místě Billboard 200 s prodanými 98 000 kopiemi.